# یوزف روت
یوزف روت (آلمانی: Joseph Roth; زاده ۲ سپتامبر ۱۸۹۴ – درگذشته ۲۷ مهٔ ۱۹۳۹) یک نویسنده و روزنامه نگار اتریشی بود که بیشتر بخاطر حماسه خانوادگی مارش رادتسکی(۱۹۳۲) راجع به انحطاط و سقوط امپراتوری اتریش مجارستان، رمانش در مورد زندگی یک یهودی، ایوب(۱۹۳۰)، و مقاله اصلیش یهودیان سرگردان(۱۹۲۷) که گزارش تکه تکه ایست از مهاجرت یهودیان از شرق به غرب اروپا در پیامد جنگ جهانی اول و انقلاب روسیه شناخته شده است. در قرن بیست و یکم انتشار کتاب مارش رادتسکی و مجموعه ای از آثار روزنامه نگاریش در پاریس و برلین به انگلیسی علاقه‌مندی به روت را مجدداً احیا کرد.

## زندگی
روت در ۱۸۹۴ در شهر برودی گالیسیا متولد شد در حال حاضر گالیسی بخشی از اوکراین و جنوب لهستان است، ولی از قرن هجدهم این سرزمین بخشی از امپراتوری اتریش مجارستان بود و با عنوان کرونلند شهرت داشت. همان گونه که نویسنده در رمان نسل بر باد رفته اشاره می کند، او پدر نداشته است. ظاهراً پدرش مادر او را ترک می کند و هرگز به دیدار دوبارهٔ آنان نمی‌آید. او تحصیلات ابتدایی و دبیرستان خود را از ۱۹۰۱ تا ۱۹۱۳ در همین شهر گذراند و در ۱۹۱۳ به وین رفت و در دانشگاه زبان و ادبیات آلمانی به تحصیل پرداخت. او دو سال بعد نخستین مجموعه شعر خود را با عنوان «معمای جهان» منتشر کرد. در آن سال ها که اروپا دستخوش هرج و مرج بود، ترور ولیعهد اتریش در سارایوو باعث شد که آتش جنگ جهانی اول در سراسر جهان شعله ور شود. روت جوان هم ناگزیر به سربازی فرا خوانده و ۱۹۱۷ به گالیسی اعزام شد. شرکت او در جنگ جهانی اول باعث شد که در همهٔ عمر از مخالفان سرسخت جنگ باقی بماند. پس از پایان جنگ جهانی اول و شکست اتریش، حکومت سلطنتی این کشور برچیده شد. امپراتوری بزرگ اتریش رو به زوال نهاد و شرایط سختی بر این کشور حکمفرما شد. فقر، بیکاری و بربادرفتن غرور ملی از جمله موضوع های مطرح در آثار روت است که در آثار بعدی روت همچون رژهٔ رادیتسکی می توان مشاهده کرد.

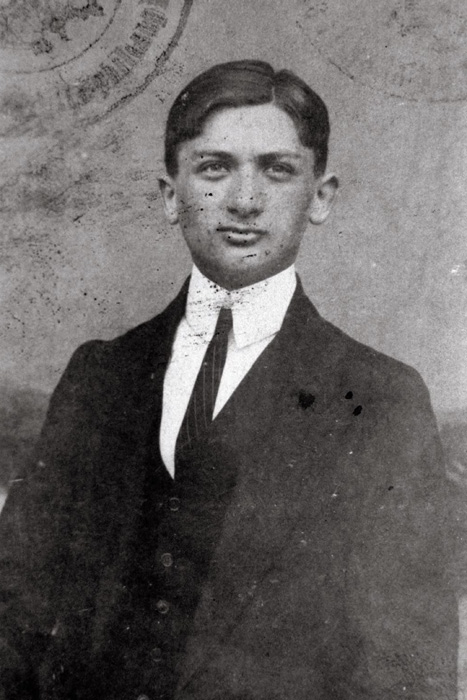
در سال ۱۹۱۴

پس از جنگ روت فرصت یافت که در همان گالیسی با نشریه ای همکاری و حدود صد مقالهٔ اجتماعی و سیاسی در آنجا منتشر کند. بعدها روت در آلمان مدت های مدیدی با نشریه های معتبری همچون فرانکفورتر تسایتونگ و مونشنر ناخریشتن همکاری می کرد. ۱۹۲۰ روت به برلین مهاجرت کرد. در آن زمان برلین یکی از مراکز بزرگ فرهنگی و فیلمسازی جهان بود. ظهور صنعت فیلمسازی و شرایط آن دوره هم از موضوع های مهمی است که روت در رمان سیپر و پدرش به آن می پردازد.
یوزف روت در ۱۹۲۲ یا فردریکه رایشلر ازدواج کرد تا همان گونه که در رمان هایش اشاره می کند، تلخی زندگی بعد از جنگ را فراموش کند و هدفی بیابد. اما بیماری اسکیزوفرنی همسرش در اواخر دهه ۱۹۲۰ تنهایی او را صدچندان کرد. در این فاصله رمان «تار عنکبوت» را منتشر کرد و سفرهایی هم به آلبانی و روسیه داشت. ۱۹۲۷ رمان سیپر و پدرش منتشر شد. این رمان توصیفی دقیق و موشکافانه از دو نسل درگیر در جنگ یعنی پدران و پسران در زمان جنگ جهانی اول است. شرایط فرستادن پسران به جنگی که حاصلی جز سرخوردگی و شکست نداشته است، از موضوع های مهم این اثر است. در واقع این رمان حکایت نسلی است که قرار بوده است به بالاترین مرتبه ها برسد، ولی به دلیل جنگ حاصل کار آن است که نسل پسران اسیر پوچی زندگی می شوند و درنهایت بدل به دلقکی همچون سیپر می شوند.
در همین سال ها روت رمانی با عنوان شب هزار و دوم منتشر می کند که در آن تصویری از سفر ناصرالدین شاه به اتریش ارائه می شود که بیشتر قابی برای داستان است. درواقع هدف از نگارش این رمان توصیف امپراتوری اتریش و شرایط حاکم بر آن با توجه به مفهوم دکادنس در آن زمان بوده است. روت با رمان «ایوب» در سال ۱۹۳۰ تصویری مشابه کافکا از مهاجران به قارهٔ امریکا ارائه می کند و زندگی در محله های یهودنشین امریکا را به تصویر می کشد. شخصیت رمان شغل معلمی لهستانی است که در آن سوی دریاها به پوچی زندگی امریکایی پی می برد. همزمان با به قدرت رسیدن هیتلر کتاب های یوزف روت هم ممنوع می شود و به همین دلیل روت نیز به تبعیدی ناخواسته می رود. در همین سال ها با نویسندگان دیگری همچون اشتفان تسوایگ مقاله هایی را منتشر می کند که از آن جمله می توان به نوشته های او با عنوان «یکصد روز زندگی ناپلئون»، «یادداشت های سیاه و زرد» و «غول» اشاره کرد. روت همانند بسیاری از دیگر نویسندگان در تبعید در فقر و تنگدستی در بیمارستانی در پاریس درگذشت، ولی آثارش به روشنی نشان می دهد که او نویسنده ای بسیار متعهد و ضد جنگ بود و در نوشته هایش آغاز جنگ جهانی دوم و پیامدهای ناگوار آن را پیش بینی کرده بود.

## آثار

### داستانی
- تار عنکبوت (۱۹۲۳)
- هتل ساوی (۱۹۲۴)
- عصیان (۱۹۲۴)
- آوریل: داستان یک رابطه عاشقانه (۱۹۲۵)
- آینه کور (۱۹۲۵)
- پرواز بی انتها (۱۹۲۷)
- سیپر و پدرش (۱۹۲۸)
- پیامبر ساکت (۱۹۲۹)
- چپ و راست (۱۹۲۹)
- ایوب: داستان یک مرد ساده (۱۹۳۰)
- پرلفر (۱۹۳۰)
- مارش رادتسکی (۱۹۳۲)
- رئیس ایستگاه فالمریر (۱۹۳۳)
- دجال (۱۹۳۴)
- تاراباس (۱۹۳۴)
- سردیس امپراتور (۱۹۳۴)
- اعترافات یک قاتل (۱۹۳۶)
- صد روز (۱۹۳۶)
- اوزان و اندازه ها (۱۹۳۷)
- مقبره امپراتور (۱۹۳۸)
- افسانه میگسار قدیس (۱۹۳۹)
- رشته مرواریدها (۱۹۳۹)
- شب هزار و دوم (۱۹۳۹)
- لویاتان (۱۹۴۰)

### غیر داستانی
- یهودیان سرگردان (۱۹۲۷؛ گزارش)
- آنچه که من دیدم: گزارشهایی از برلین ۱۹۳۳ - ۱۹۲۰
- شهرهای سفید: گزارشهایی از فرانسه ۳۹-۱۹۲۵